# Trongisvágur
Trongisvágur er en færøsk bygd med 527 indbyggere beliggende på østsiden af Suðuroy. Bygden der har tre býlingar: í Húsgarði, í Syðrutoftum og í Svalbarði. Trongisvágur  ligger ved Trongisvágsfjørður, er efterhånden vokset sammen med Tvøroyri, og er en del af Tvøroyrar kommuna.  Åen Stórá udmunder i fjorden midt i selve bebyggelsen. Mod syd ligger Drelnes, Krambatangi og Ørðavík. Grænsen mellem Trongsivágur og Tvøroyri går lidt vest for bydelen Hvítanes.
Krambatangi har siden 2005 været færgehavn for færgen Smyril. Færgehavnen blev indviet i 2005, samme år som den nye færge ankom fra værftet i Spanien. Den gamle Saltsilo i Drelnes var en ruin, men blev i 2017 indviet som kulturhus. 
Idrætshallen blev bygget i begyndelsen af 1980'erne. Foruden hallen er der skole, kantine, selskabslokaler, fritidshjem, børnehave og campingplads.
Kraftværket i Trongisvágur blev bygget i 1962. I dag fungerer det som et reserveværk for kraftværket i Vágur.
Ved vejen mod Hvalba ligger Viðarlundin plantage, som er et udlugtsmål for lokalbefolkningen og turisterne. Følger man fra Hvalbavejen stien gennem fyrretræsskoven kommer man ned til grilpladsen ved Stórá. Parken har har flere indgange og langs stierne er der bænke. Efter 2003 blev parken udvidet ud til vejen Við Rangá. Plantagen har flere gange lidt under storme, hvor flere træer er væltet. Det skete også i november 2011.
Vest for Trongisvágur fører der en en vej til Rangabotnur. Her har man fra 1901-1955 brudt kul ved at grave minegange ind i fjeldet til det i op til 1 m høje kullag. Kullet blev derefter fragtet via en tovbane ned til havnen ved Drelnes i nærheden af Trongisvágur. De forladte kulminer og rester af bygninger, hængebane, tipvogne, slagger og sorteringsanlæg kan stadig ses i området. Se også Færøske kulminer.
Nordvest for Trongisvágur ligger Røðin, som har udsigt både mod nord og syd, men specielt mod nord, hvor basaltlagene tydeligt kan ses. Der er holme og skær langs kysten. Et skilt ses til venstre for Hvalbatunnellen, lige før man kører ind i tunnellen fra Trongisvágur. Om sommeren står en stor kikkert ved Røðin. Pga. kikkerten kaldes stedet også Kikarin. Andre stednavne der er Trongisvágsbotnur.
Mellem Trongisvágur og Fámjin ligger Suðuroys højeste fjeld, det 610 meter høje Gluggarnir.

## Historie
Trongisvágur er  en gammel landbrugsbygd, første gang nævnt skriftlig i 1584.Bygden er ældre end Tvøroyri, som først blev bygget i 1830'erne, hvor Den Kongelige monopolhandel åbnede en købmandsbutik i Tvøroyri.
1629 plyndrer sørøvere Trongisvágur, Ørðavík og Hvalba. Inden afrejsen overraskes sørøverne af en storm, mens de ligger ved Hvalba og to af skibene driver på land og bliver vrag.
1733 forsøger et engelsk mineselskab at grave kul i Oynarfjall mellem Øravík og Trongisvágur, men opgiver året efter.
1854 flytter Suðuroys sysselmand fra Hvalba til Trongisvágur og senere til Tvøroyri.
1894 bygges Færøernes første ophalingsbedding i Trongisvágur.
1901 begynder et fransk mineselskab at bryde kul ved Trongisvágur.
1920 forsvinder sluppen "Karin" (69 brt,) af Trongisvágur med 13 mand, antagelig minesprængt af en af 1. verdenskrigs miner.
1932 får et fransk mineselskab rettighederne til minedrift efter kul ved Trongisvágur for 50 år og går i gang med anlægsarbejdet.
1934 begynder franskmændene at bryde kul ved Rangabotnur, hvorfra der går en tovbane ned til Drelnes. Her læsses kullene på lastbiler og køres til Tvøroyri, hvor de sælges til husholdningsbrug for 25 kr pr.ton.
1938 bygger et fransk-færøsk selskab Færøernes første saltsilo ved Drelnes med en kapacitet på 10.000 tons. Salten importeres fra Ibiza.
1941 bombber et tysk fly den 9. oktober kullageret og saltsiloen i Drelnes, med omfattende ødelæggelser til følge.
1954 når kulproduktionen ved Trongisvágur og Hvalba op på 13.000 tons.
1963 nedlægges den lokale rutesejlads på Suðuroy, da Færøernes første vejtunnel mellem Trongisvágur og Hvalba indvies.
1982 indvies den nye skole og 1990 indvies samme sted en vuggestue og børnehave.
1993 åbner Rúsdrekkasøla Landsins et udsalgssted for øl, vin og spiritus i Drelnes.
2005 Det gamle færgeleje ved Drelnes kan ikke bruges til den nye færge, Smyril, et nyt færgeleje blev bygget og taget i brug da den nye Smyril ankom i oktober 2005. Det nye færgeleje kaldes Krambatangi og ligger i Øravíkarlíð, som er ca. midt mellem Trongisvágur og Øravík.
2012 Færøernes ældste fodboldklub TB Tvøroyri byggede et nyt stadion i Trongisvágur, i nærheden af idrætshallen.
2017  Det nye kulturhus SALT ved Drelnes indvies. Alle træk af den oprindelige arkitektur er bevaret. På den oprindelige silo havde der med store, hvide bogstaver stået SALT på taget. Det nye kulturhus har beholdt navnet, men nu sammensat af Sound Art & Live Theatre.

## Kendte personer
- Rasmus Christoffer Effersøe (født 30. maj 1857 i Trongisvágur – døde 23. marts 1916 i Tórshavn) var en færøsk agronom, digter og politiker.

## Galleri
- Idrætshallen
- Storá og Trongisvágsfjørður
- Færgehavnen i Krambatangi
- Viðarlundin
- Viðarlundin